# Gent villamosvonal-hálózata
Gent villamosvonal-hálózata (holland nyelven: de Gentse tram) Belgium Gent városában található. Összesen 3 vonalból áll, a hálózat teljes hossza 32 km. Jelenlegi üzemeltetője a De Lijn.
A vágányok 1000 mm-es nyomtávolságúak, az áramellátás felsővezetékről történik, a feszültség 600 V egyenáram. 
A forgalom 1875-ben indult el.

## Útvonalak
| Járat | Útvonal |
| ----- | --- |
| 1     | Flanders Expo – Hogeschool Gent – Gent-Sint-Pieters vasútállomás – Kouter – Korenmarkt – Rabot – Wondelgem, Industrieweg – Evergem, Brielken       |
| 2     | Zwijnaarde Bibliotheek – Krijgslaan – Gent-Sint-Pieters vasútállomás – Rozemarijnbrug – Kouter – Vogelmarkt – Zuid – P+R Gentbrugge – Melle Leeuw  |
| 4     | Gent UZ – Krijgslaan – Gent-Sint-Pieters vasútállomás – Rozemarijnbrug – Rabot – Muidebrug – Korenmarkt – Zuid – Ledebergplein – Gentbrugge Moscou |